# Athenarelief von Sömek
Koordinaten: 36° 36′ 16″ N, 34° 4′ 51″ O
| Sömek |

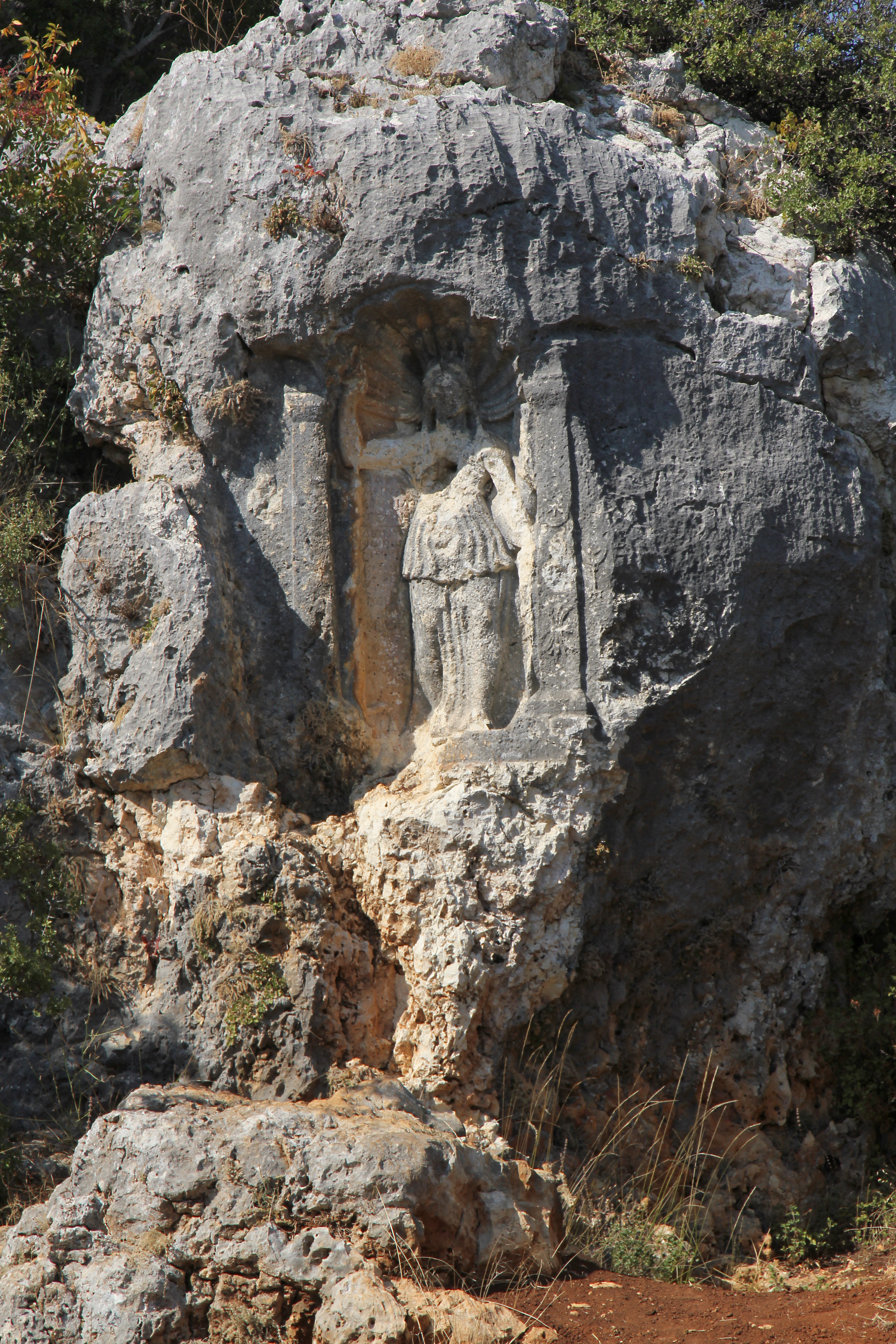
Athenarelief von Sömek

Das Athenarelief von Sömek liegt etwa zwei Kilometer nördlich des Dorfes Sömek im Landkreis Silifke in der türkischen Provinz Mersin, nahe dem Tal des Flusses Limonlu, des antiken Lamos. Der Fluss bildete in der Antike die Grenze zwischen dem Rauen Kilikien (Kilikia Tracheia) im Westen und dem Ebenen Kilikien (Kilikia Pedias) im Osten.

## Beschreibung

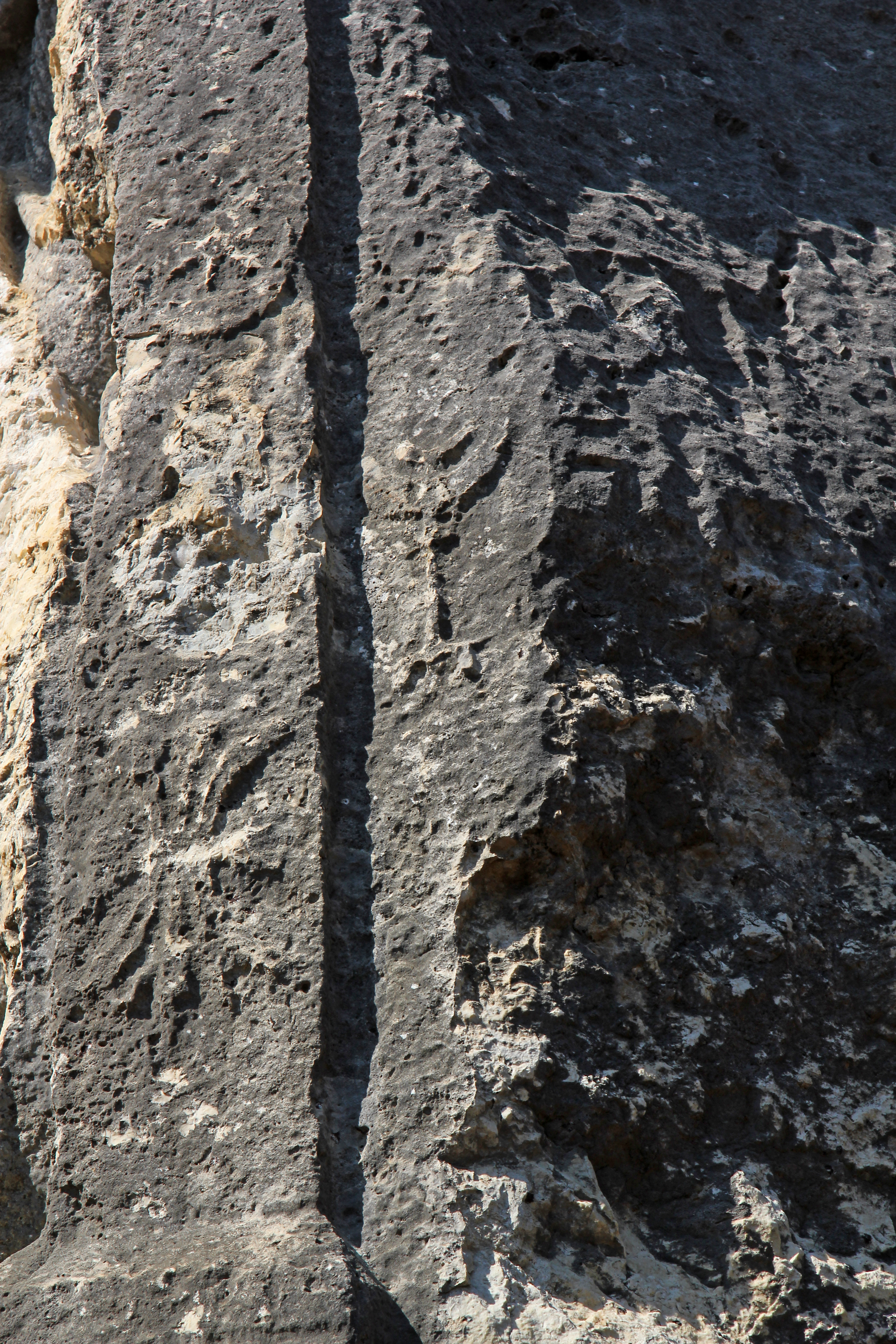
Rechter Pilaster mit Symbolen, Leuchter

Das Relief ist in einer Höhe von etwa 1,50 Meter über dem Boden in den anstehenden Fels eingemeißelt. Es hat eine Gesamthöhe von 1,30 Metern. In einer Nische, die oben von einer Muschel abgeschlossen wird, befindet sich das Abbild einer Frau, die unter anderem durch die Beischrift als die Göttin Athena identifiziert werden kann. Auf beiden Seiten wird die Nische von Pilastern mit blockförmigen, nach vorn ausladenden Kapitellen begrenzt. Die Göttin ist mit einem Peplos bekleidet, der in der Taille über dem Apoptygma, dem Oberteil des Kleidungsstückes, von einem Gürtel zusammengehalten wird. Im unteren Teil liegt das Gewand eng am Körper an, sodass sich die Unterschenkel deutlich darunter abzeichnen. An den Knöcheln und Füßen staut sich der Stoff, seitlich davon laufen Faltenlinien bis zum Boden.

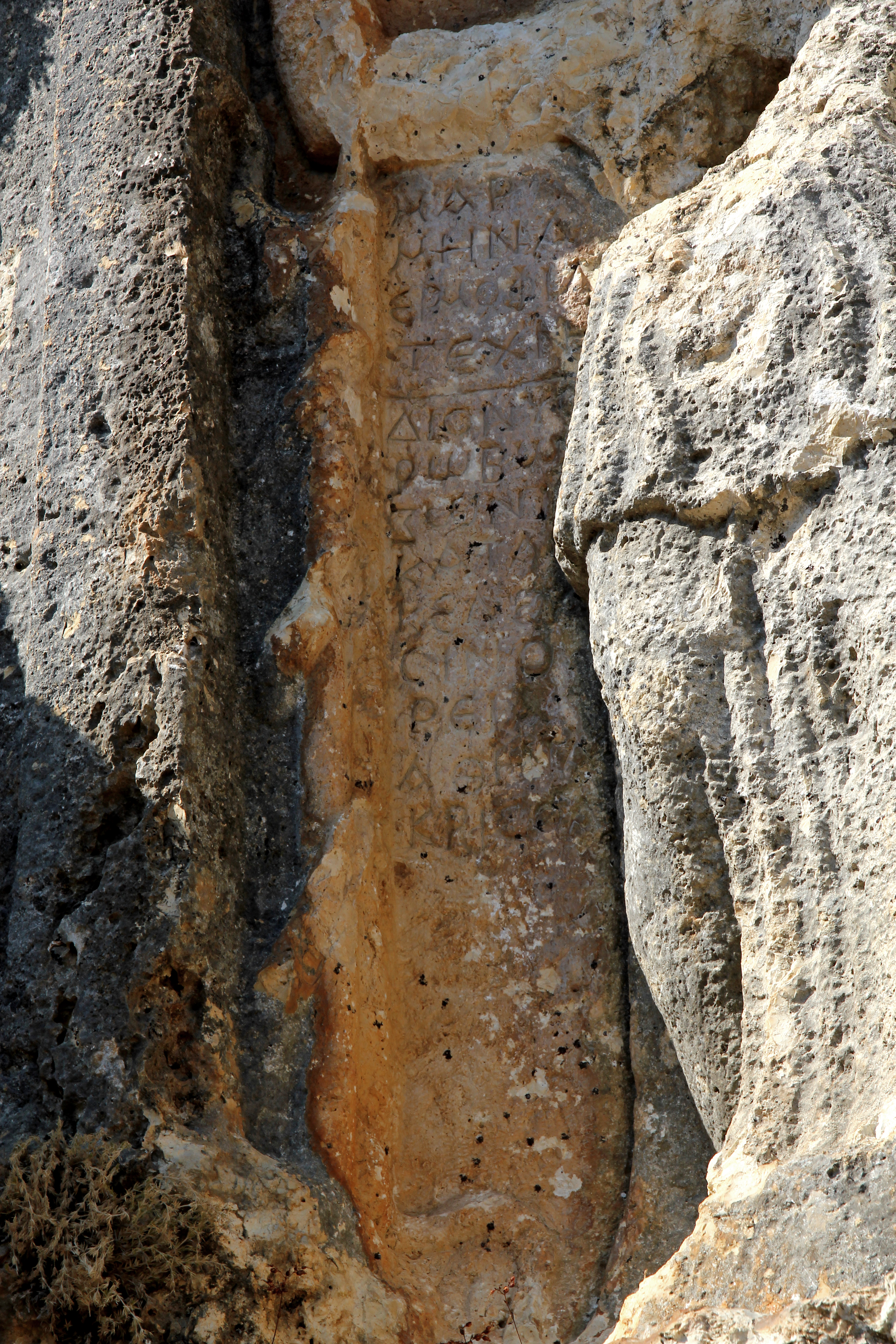
Inschrift

Der rechte Arm der Figur ist erhoben und hält eine Lanze, der linke, herabhängende, einen auf dem Boden stehenden, seitlich gezeigten Schild. Die Lanze steht an einer Säule, die direkt an den linken Pilaster anschließt. Um Lanze und Säule windet sich eine Schlange, deren unteres Ende über den Boden bis zu den Füßen Athenas reicht. Über dem Schild und dem linken Arm der Göttin sind Kopf und Mähne eines gezäumten Pferdes zu sehen, dessen Körper hinter ihrem rechten Arm verschwindet. Auf dem rechten Pilaster sind ein Stern, eine Mondsichel sowie ein Blitzbündel zu sehen. Zwischen Mond und Blitzbündel können Spuren einer abgeschlagenen Büste erkannt werden. Ebensolche Spuren finden sich links neben dem linken Pilaster, der selbst unverziert ist. Rechts neben der rechten Begrenzung des Bildes ist ein Symbolzeichen eingemeißelt, das aus einem Ständer mit zwei daraufliegenden Mondsicheln und einer Kugel mit Stern besteht. Serra Durugönül, die in den 1980er Jahren die kilikischen Felsreliefs erforschte, vermutet darin einen Leuchter, also einen Kultgegenstand, der als vereinfachte Darstellung des jüdischen siebenarmigen Leuchters zu deuten sei.
Zwischen der links gehaltenen Lanze und der Frauengestalt ist in einem schmalen Feld in 13 Zeilen die Inschrift eingraviert. Darin wird die Göttin als Αθηνα Κρισοα (Athena Krisoa) bezeichnet, wobei das von einem Ortsnamen abgeleitete Epitheton Κρισοα auf eine lokale Variante der Gottheit verweist; der zugehörige Ort Κρισοα konnte bisher noch nicht lokalisiert werden. Er dürfte sich aber sicherlich im Norden des Rauen Kilikien befunden haben. Der gleiche Beiname taucht auf einer weiteren Inschrift in der Gegend auf, bei beiden wird Athena als  Ὀρεία (etwa in den Bergen wohnende) bezeichnet.
Etwa 600 Meter nordwestlich liegt das Kriegerrelief von Efrenk.

## Deutung und Datierung
Die Abbildung der Göttin entspricht dem Typus der Athena Parthenos, nachempfunden dem Standbild des Phidias im Parthenon auf der Akropolis in Athen. Von dieser Statue waren bereits in antiker Zeit zahlreiche Nachbildungen vorhanden, einige davon auch in Kilikien. Gemeinsamkeiten mit dem Original des Phidias bestehen vor allem in der Kleidung, dem Schild und der links stehenden Säule. Diese war bei der ursprünglichen Statue die Stütze der rechten Hand, auf der Athena dort eine Nikefigur trägt. Auch wenn sie beim Relief und ohne die Nike keine tragende Funktion mehr hatte, wollte der Künstler wohl nicht auf das kennzeichnende Attribut verzichten.
Das Auftreten von jüdischen Symbolen wie der Menorah ist in Kilikien nicht selten. Beispiele, auch für die hier auftretende fünf- statt siebenarmige Variante, gibt es unter anderem aus Köşkerli, Çatıören, dem naheliegenden Örendibi, der Landburg von Korykos und auf einem Altarstein im Museum von Silifke. Das gemeinsame Vorkommen mit heidnischen Symbolen, wie hier dem Blitzbündel des Zeus, weist laut Durugönül auf ein gleichberechtigtes Zusammenleben von Juden und Römern in der Region hin.
Besonders wegen der Art der das Relief oben abschließenden Muschel kommen nach Durugönül für die Entstehung des Reliefs zwei mögliche Zeiträume in Frage. Der erste wäre die Zeit der Kaiser Claudius und Nero im 1. Jahrhundert, der zweite die nachhadrianische Zeit im 2. und 3. Jahrhundert n. Chr. Aufgrund von Vergleichen mit anderen kleinasiatischen Felsreliefs, darunter das eines Mondgottes im osrhoenischen Sumatar, das einer Inschrift nach aus dem Jahr 165 stammt, datiert sie das Relief ins 2. Jahrhundert.